# Parabotia dubia
Parabotia dubia és una espècie de peix de la família dels cobítids i de l'ordre dels cipriniformes.
És un peix d'aigua dolça, demersal i de clima tropical, el qual viu a Àsia: el nord del Vietnam. espècie de peix
És inofensiu per als humans.